# Порятунок данських євреїв

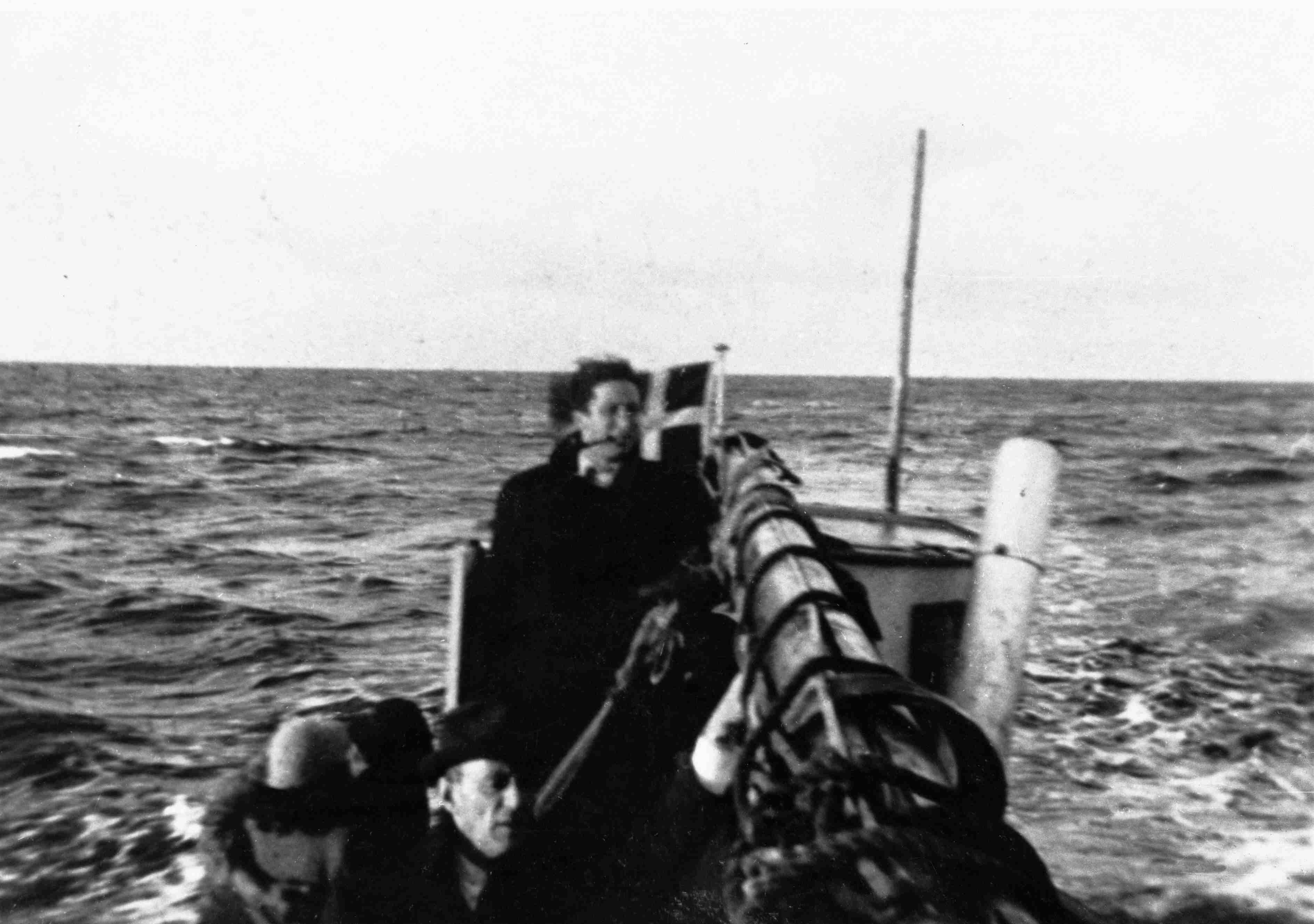
Данських євреїв перевозять до Швеції

Під час Другої світової війни данський рух опору, за сприяння багатьох данських громадян, зумів евакуювати морем до сусідньої нейтральної Швеції 7 220 з 7 800 данських євреїв, а також 686 неєврейських подружжів. Наказ про арешт і депортацію данських євреїв віддав німецький лідер Адольф Гітлер, але спроби врятувати їх почалися раніше, оскільки 28 вересня 1943 року німецьким дипломатом Георгом Фердинандом Дуквіцем було допущено витік інформації про ці плани.
Врятування вважається однією з найбільших акцій колективного опору агресії в країнах, окупованих Німеччиною під час Другої світової війни. В результаті порятунку і подальшого заступництва Данії за 464 данських євреїв, які були захоплені в полон і депортовані до концентраційного табору Терезієнштадт у Протектораті Богемії та Моравії, понад 99 % єврейського населення Данії пережили Голокост.

## Передісторія

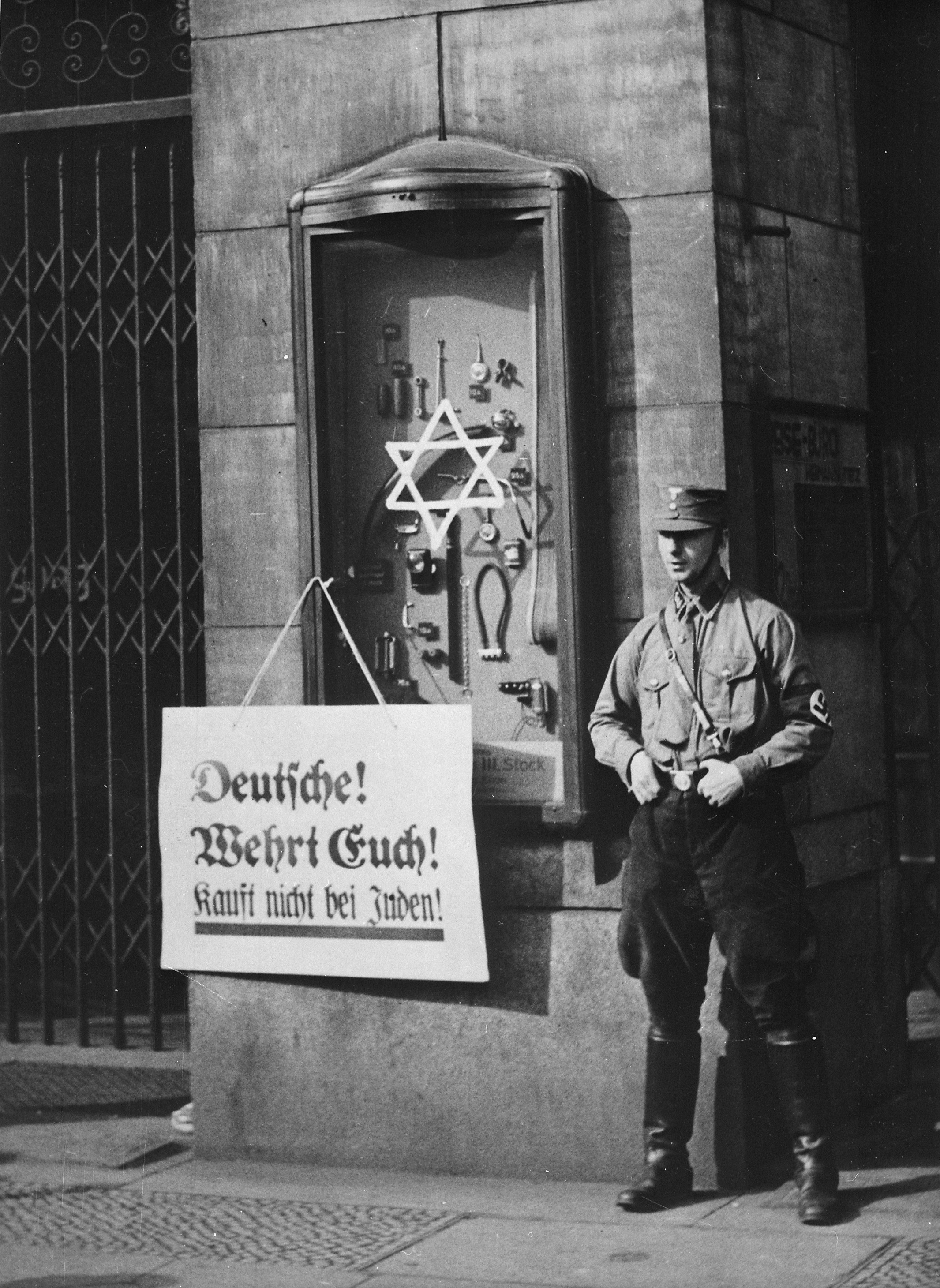
Приклад антисемітизму в Німеччині, 1933 рік. Текст напису означає: «Німці! Захищайтеся! Не купуйте у євреїв».

Ненависть до євреїв існувала з давніх часів, і дехто вважає, що це тому, що євреї відрізнялися від інших і хотіли зберегти свою релігію, оселившись серед неєвреїв. Наприкінці 1800-х років ненависть до євреїв переросла в антисемітизм, де «неповноцінність» євреїв пояснювалася біологічними причинами. Адольф Гітлер використовував цю основу для своєї єврейської політики до і під час Другої світової війни. світової війни, коли в рамках Голокосту було вбито близько 6 мільйонів євреїв по всьому світу. Гітлер та інші антисеміти стверджували, що євреї були особливо нижчою расою, яка знищить вищу арійську расу, наприклад, коли євреї народжували дітей від неєвреїв. Гітлер також вважав, що в їхніх жилах тече «нечиста» кров, і тому євреїв потрібно повністю відокремити від суспільства та знищити. 9 квітня 1940 року Данія була окупована переважаючими німецькими військами з суші та моря. Крім того, над столицею низько літали німецькі бомбардувальники, звучали погрози, що німці розбомблять Копенгаген. Все німецьке вторгнення в Данію відбулося без особливого опору з боку данських військ, за винятком королівської лейбгвардії в Амалієнборзі та данських військ на дансько-німецькому кордоні, які чинили незначний опір. Король Крістіан X і уряд Данії протестували проти дій німців, але тут же припинили прикордонну боротьбу з німецькими військами. Вони також закликали населення змиритися з окупацією й утримуватися від будь-якої форми опору. Так було прокладено дорогу для політики колабораціонізму, тобто співпраці між провідними данськими партіями та німецькими окупаційними військами під час Другої світової війни з початку квітня 1940 року до 29 серпня 1943 року.
Спочатку окупація не мала серйозних наслідків для данських євреїв та інших данців. Через прихильне ставлення данського уряду до німецької окупації, німці чуйно реагували на заперечення данців, а уряду і королю було дозволено залишатися при владі. Данія була «зразковим протекторатом», що робило можливим виконання деяких вимог Данії до німців. Коли данський уряд пояснив, що Данія не має «єврейської проблеми», німецькі нацисти залишили її данцям, оскільки не хотіли псувати відносини між країнами.
Під час візиту міністра закордонних справ Данії Еріка Скавеніуса до нацистської Німеччини в 1941 році цю тему підняла німецька влада. Данський антисемітський журнал скористався нагодою, щоб розпочати фронтальну атаку на данських євреїв, а невдовзі після цього хтось спробував підпалити синагогу в Копенгагені. Данська правова система покарала як видавців журналу, так і підпалювачів штрафами та тюремним ув'язненням. Німецькі нацисти сприйняли це як чіткий знак того, що відносини зі зразковою державою Данією будуть зруйновані, якщо вони наполягатимуть на впровадженні дискримінаційних законів щодо євреїв і їх депортації.
Протягом 1943 року данському населенню стало зрозуміло, що Німеччина, швидше за все, програє війну і що окупація не буде тривалою. Починаючи з Есб'єрґа, страйки та заворушення поширилися на більшу частину країни, починаючи з 10 серпня 1943 року. Наступні кілька тижнів характеризувалися великими громадянськими заворушеннями, а коли комісар д-р. Вернер Бест зажадав запровадження заборони страйків, німецької цензури та смертної кари за саботаж, уряд пішов у відставку. З новим статусом Данії під владою Німеччини єврейська проблема стала актуальною.

## Наказ про депортацію
Не маючи змоги перешкодити данському уряду, який не йшов на співпрацю, німецькі окупанти почали планувати депортацію до нацистських концентраційних таборів близько 7 800 данських євреїв. Німецький дипломат Георг Фердинанд Дуквіц безуспішно намагався забезпечити безпечний притулок для данських євреїв у Швеції; шведський уряд відповів Дуквіцу, що прийме данських євреїв лише за умови схвалення нацистами, які проігнорували прохання про схвалення.
28 вересня 1943 року Дуквіц повідомив про плани операції проти данських євреїв Гансу Гедтофту, голові Данської соціал-демократичної партії . Хедтофт зв'язався з данським Рухом Опору та головою єврейської громади К. Б. Енрікесом, який, у свою чергу, попередив виконуючого обов'язки головного рабина Маркуса Мельхіора. На ранковій службі 29 вересня, за день до святкування Рош Га-Шана, рабин Мельхіор попередив євреїв про заплановану німецьку акцію та закликав негайно сховатися та розповісти про це всім своїм друзям і родичам-євреям. Акція Німеччини з депортації данських євреїв спонукали данську державну церкву та всі політичні партії, крім пронацистської Націонал-соціалістичної робітничої партії Данії (NSWPD), негайно засудити цю акцію і заявити про солідарність з єврейськими співгромадянами. Вони вперше відкрито виступили проти окупації. Данські єпископи одразу ж звернулися до всіх громадян з пастирським листом — гірдебрев. Лист був розповсюджений серед усіх данських священнослужителів, щоб його зачитали в кожній церкві наступної неділі. Це було саме по собі дуже незвично, адже данська церква є децентралізованою і неполітичною.
Ранні етапи порятунку були імпровізовані. Коли данські державні службовці на кількох рівнях у різних міністерствах дізналися про німецький план зібрати всіх данських євреїв, вони самостійно вживали різних заходів, щоб знайти євреїв і сховати їх. Деякі просто зв'язувалися з друзями та просили їх переглянути телефонні книги й попередити людей з єврейськими прізвищами, щоб вони переховувалися. Більшість євреїв переховувалися по кілька днів або тижнів, не знаючи про свою долю.

## Готовність і логістика Швеції

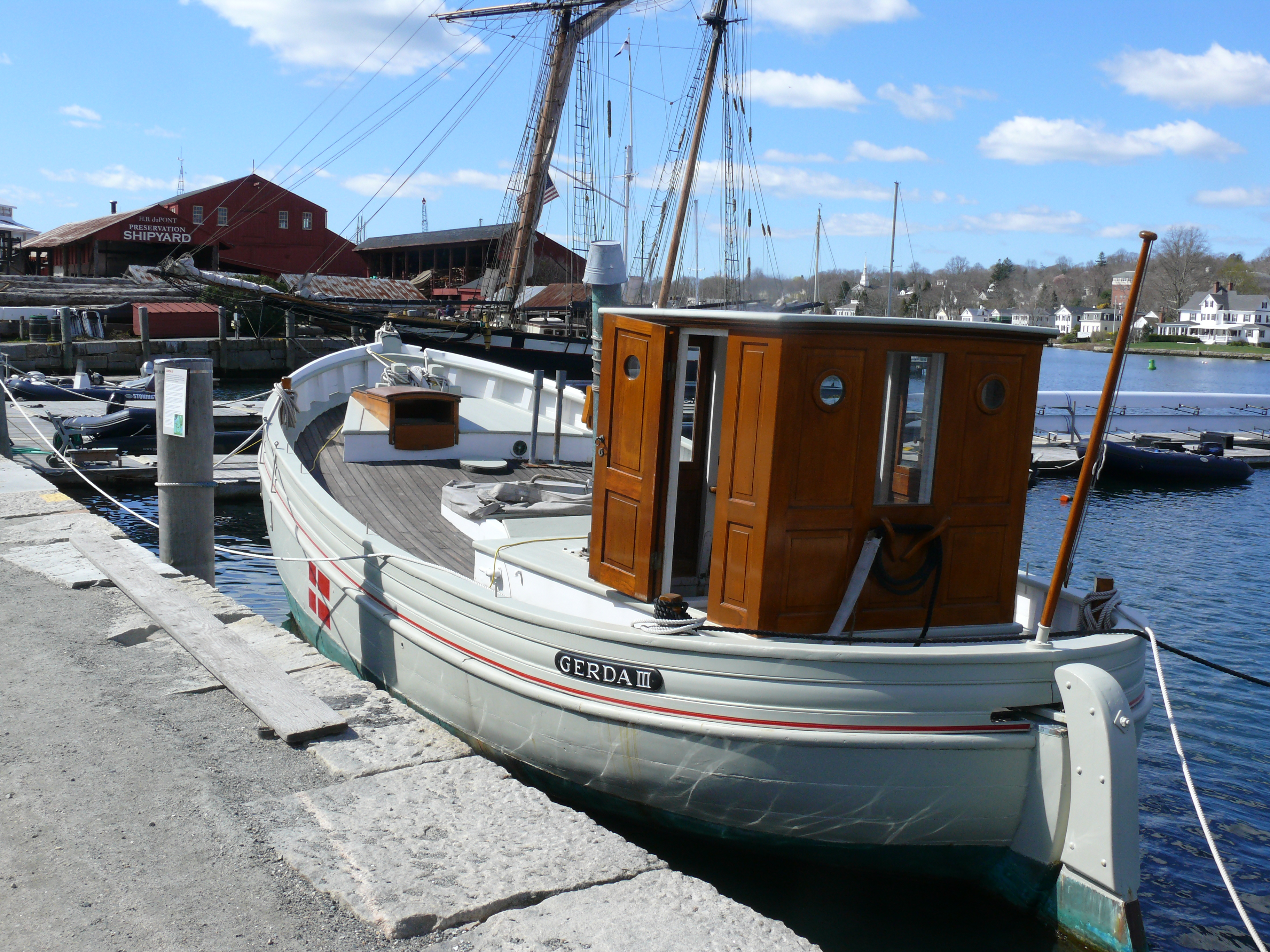
З жовтня 1943 року човен «Герда III» Данської служби маяків і буїв використовувався для переправлення єврейських біженців з окупованої Німеччиною Данії до нейтральної Швеції. З групою з десяти біженців на борту, судно вирушало на виконання своїх офіційних обов'язків на маяку, але повертало в обхід до шведського узбережжя. Маленьке судно та його екіпаж (шкіпер Отто Андерсен, Джон Хансен, Герхард Стеффенсен та Ейнар Тьоннесен) переправили у безпечне місце близько 300 євреїв.

Хоча більшість данських євреїв переховувалися, більшість з них, швидше за все, були б зрештою спіймані, якби не було забезпечено безпечного переходу до Швеції. Раніше Швеція приймала норвезьких євреїв, які мали певні зв'язки зі Швецією. Але дії з порятунку норвежців були не зовсім ефективними через брак досвіду спілкування з німецькою владою. Міністерство закордонних справ (МЗС) Швеції зрозуміло, що данські євреї опинилися в безпосередній небезпеці. У листі від 31 серпня шведський посол у Копенгагені отримав дозвіл від головного юриста Ґьоста Енгзелла (який представляв Швецію на Евіанській конференції 1938 року, яка обговорювала питання єврейських біженців, що рятувалися від нацистського режиму) видавати шведські паспорти для «порятунку данських євреїв і приїзду їх сюди». 2 жовтня шведський уряд оголосив в офіційній заяві, що Швеція готова прийняти всіх данських євреїв у Швеції. Це повідомлення, паралельне більш ранній неофіційній заяві, зробленій німецькій владі в Норвегії.
Євреїв контрабандою переправляли та перевозили з Данії через протоку Ересунн із Зеландії до Швеції — шлях займав різний час залежно від конкретного маршруту та погоди, але в середньому становив менш як годину неспокійним зимовим морем. Деяких перевозили на великих рибальських човнах вагою до 20 тонн, а інших доправляли на волю в веслувальних човнах або байдарках. Одним із суден, які використовували для контрабанди євреїв до Швеції, був кеч Альбатрос. Деяких біженців перевозили у вантажних вагонах на звичайних поромах між Данією і Швецією. Цей шлях був зручний для дуже молодих чи старих, які були надто слабкі, щоб витримати важкий морський перехід. Бойовики Данського руху Опору розкривали порожні товарні вагони, опечатані німцями після перевірки, допомагали біженцям забратися у вагони, а потім запечатували вагони підробленими або вкраденими німецькими печатками, щоб уникнути подальших перевірок.
Рибалки стягували в середньому 1000 данських крон з людини за транспортування, але деякі брали до 50 000 крон. Середня місячна зарплата на той час становила менше ніж 500 крон, а половина врятованих євреїв належала до робітничого класу. Ціни визначалися ринковими принципами попиту та пропозиції, а також сприйняттям ризику рибалками. Данський Рух Опору взяв активну участь в організації порятунку і забезпеченні фінансування, в основному від заможних данців, які пожертвували великі суми грошей на цю справу. Загалом, за оцінками, порятунок коштував близько 20 мільйонів крон, приблизно половину з яких заплатили єврейські сім'ї, а половину — пожертви та збори.
Данський фізик Нільс Бор, мати якого була єврейкою, рішуче виступив на захист своїх співвітчизників у особистому зверненні до шведського короля та міністрів уряду. Король Густав V надав йому аудієнцію після переконливого дзвінка Грети Гарбо, яка знала Бора. Його вивезли до Швеції, уряд якої організував для нього негайний транспорт до Сполучених Штатів для роботи над надсекретним на той час Манхеттенським проєктом. Коли Бор прибув на шведську землю, представники уряду сказали йому, що він повинен негайно сісти на борт літака до Сполучених Штатів. Бор відмовився. Він сказав офіційним особам — і зрештою королю — що він нікуди не поїде, поки Швеція не оголосить по радіо і в пресі, що її кордони будуть відкриті для приймання данських євреїв. Про ці події Бор писав сам. Як розповідає історик Річард Роудс, 30 вересня Бор переконав Густава оприлюднити готовність Швеції надати притулок, а 2 жовтня шведське радіо передало, що Швеція готова прийняти єврейських біженців. Роудс та інші історики інтерпретують дії Бора у Швеції як необхідну передумову, без якої масовий порятунок не міг би відбутися. Однак, за думку Пола А. Левіна (Paul A. Levine), який взагалі не згадує фактор Бора, Міністерство закордонних справ Швеції діяло згідно з чіткими вказівками, даними набагато раніше прем'єр-міністром Пером Альбіном Ганссоном і міністром закордонних справ Крістіаном Гюнтером, дотримуючись політики, яка вже була сформована в 1942.

## Рятувальні операції
У перші дні рятувальної операції євреї оселилися в численних рибальських гаванях на данському узбережжі, щоб чекати на переправу, але офіцери гестапо запідозрили активність навколо гаваней (і в ніч на 6 жовтня близько 80 євреїв було спіймано під час переховування на горищі церкви в Гіллелеє, їхню схованку видала данська дівчина, яка була закохана в німецького солдата). Наступні рятувальні роботи мали відбуватися з віддалених точок узбережжя. В очікуванні своєї черги євреї ховалися в лісах і в хатах подалі від узбережжя, поза полем зору гестапо.
Данська портова поліція та цивільна поліція часто співпрацювали з рятувальниками. На перших етапах гестапо не було укомплектовано, і німецька армія та флот були викликані для посилення гестапо в його спробах запобігти транспортуванню. Місцеві німці, які очолювали командування, через свої політичні міркування та бездіяльність, можливо, фактично сприяли втечі.

### Частковий список данських рятувальників і учасників опору
Тоді як до списку Яд Вашем потрапили лише кілька данців, які зазвичай не брали участі в опорі і яких впізнавав єврей, що отримав допомогу, звичайних данців, які брали участь у рятувальних операціях, було кілька сотень, якщо не кілька тисяч. Найчастіше вони працювали у складі невеликих спонтанно організованих груп і «під прикриттям». Відомі тільки під вигаданими іменами, вони, як правило, не могли бути впізнані тими, кому допомагали, і тому не відповідали критеріям Яд Вашем для отримання звання «Праведник народів світу». Нижче наведено неповний список деяких із найбільш значущих рятувальників, як у рамках офіційного руху опору, так і поза ним, чиї імена стали відомими протягом наступних років 
- Фанні Арнсков з данського відділення Міжнародної жіночої ліги за мир і свободу
- Ааге і Герда Бертельсен, рятувальники, Герда була лідером групи "Лінгбі"
- Еллен Крістенсен, борець опору, рятувальниця, медсестра
- Кнуд Дайбі
- Річард і Вібеке Еге
- Ельсінорський швейний клуб[en] (дан. Helsingør Syklub) виник для таємного переправлення євреїв у безпечне місце[16]
- Йорген Герсфельт
- Гуннар Грегерсен
- Гільберт Гансен
- Штеффен Гансен
- Йорген Йенк
- Оле Ліппманн
- Ейлер Хаубірк
- Оле Гельвіг
- Лейф Б. Генділь, який заснував Дансько-шведську службу у справах біженців
- Ерік Гусфельдт, лідер «Кільця Фроде Якобсена», член Данська рада свободи
- Сігне (Могенсен) Янсен
- Роберт Єнсен
- Ерлінг Кіер
- Ельзебет Кілер
- Йорген Кілер
- Карл Генрік Кьостер
- Гурлі Ларсен
- Тормод Ларсен
- Єнс Ліллелунд з групи опору Гольгер Данск
- Ебба Лунд
- Штеффен Лунд
- Еллен В. Нільсен
- Свенд Отто Нільсен («Джон»)
- Роберт та Гертруда Петерсен
- Генрі Расмуссен
- Пауль Крістіан Брандт Реберг
- Борге Рьонне
- Фінд Сандгрен
- Оле Сехер
- Свенн Сехусен
- Лауст Соренсен
- Ерік Стермосе
- Могенс Стаффельдт
- Хенні Сандінг
- Генрі Томсен
- Герда Валентинер
- Арнольд Гуннерс та його дружина Карен
- Анна Крістенсен
- Дагмар Луструп
- Кнуд Марстранд Крістіансен та його дружина Карен
- Свен та Інга Норільд
- Харальд Петерсен
- Генрі Томсен та його дружина Еллен Маргрет
- Еллен Фог та її син Фредерік
- Естер Хандберг
- Есбен Хансен та його сестра Хельга
- Хельга Хольбек
- Ларсен Сігурд

### «Праведники народів світу»
Данський рух опору спочатку наполягав на тому, щоб Яд Вашем в Ізраїлі вшановував лише колективні зусилля як частину «Праведників народів світу»; лише деякі з них удостоєні цієї честі в індивідуальному порядку. Натомість порятунок євреїв Данії представлений у Яд Вашем деревом, посадженим на честь короля і данського руху Опору, та автентичним рибальським човном з данського села Ґіллелеє. Аналогічно, у Музеї Голокосту США у Вашингтоні, округ Колумбія, на постійній експозиції представлений автентичний рятувальний човен, який використовувався під час кількох переправ для порятунку близько 1400 євреїв.
Георг Фердинанд Дуквіц, німецький чиновник, який оприлюднив інформацію про облаву, також є у списку Яд Вашем.

## Арешти та депортація до Терезієнштадту
У Копенгагені наказ про депортацію було виконано на єврейський Новий рік, у ніч з 1 на 2 жовтня, коли, на думку німців, усі євреї мали зібратися по домівках. Організацією облави займалися есесівці, які використовували два поліцейські батальйони та близько 50 данських добровольців із Ваффен СС, відібраних через їхнє знайомство з Копенгагеном і північною Зеландією. Есесівці розбилися на команди по п'ять осіб, у кожній з яких був данець, автомобіль і список адрес для перевірки. Більшість команд нікого не знайшли, але одна команда виявила чотирьох євреїв за п'ятою перевіреною адресою. Хабар у 15 000 крон було відкинуто, а гроші знищено.
З 580 данських євреїв, яким не вдалося втекти до Швеції, 464 були заарештовані.
Їм дозволили взяти з собою дві ковдри, їжу на три-чотири дні та маленьку валізу. Їх перевезли до гавані Лангеліні, де на них чекало кілька великих кораблів. Один з данських Ваффен-СС вважав, що євреїв відправляють до Данцига.
Зрештою данських євреїв відправили до концентраційного табору Терезієнштадт в окупованій Німеччиною Чехословаччині. Після депортації цих євреїв провідні данські урядовці переконали німців прийняти пакунки з їжею та медикаментами для в'язнів; крім того, Данія переконала німців не депортувати данських євреїв до таборів смерті. Це було досягнуто завдяки політичному тиску з боку Данії, яка використовувала Данський Червоний Хрест для частого моніторингу стану данських євреїв у Терезієнштадті. Загалом 51 данський єврей — переважно літні люди — помер від хвороб у Терезієнштадті.

### Порятунок Фольке Бернадотта
У квітні 1945 року, коли війна наближалася до кінця, 425 вцілілих данських євреїв (кілька з них народилися в таборі) були серед кількох тисяч євреїв, врятованих завдяки операції під керівництвом Фольке Бернадотта зі Шведського Червоного Хреста, який організував перевезення інтернованих норвежців, данців та західноєвропейських в'язнів із німецьких концтаборів до лікарень у Швеції. Близько 15 000 людей було перевезено в безпечне місце білими автобусами експедиції Бернадотта.

## Наслідки
Близько 116 данських євреїв переховувалися в Данії до кінця війни, кілька з них загинули від нещасних випадків або покінчили життя самогубством, а деякі отримали спеціальний дозвіл на проживання.
Втрати серед данських євреїв під час Голокосту були одними з найнижчих серед окупованих країн Європи. Яд Вашем зафіксував лише 102 євреїв з Данії, які були вбиті під Шоа.
Невдала спроба німецької депортації та дії з порятунку євреїв були важливими кроками у зв'язку руху опору з ширшими антинацистськими настроями в Данії. Багато в чому жовтень 1943 року і порятунок євреїв ознаменували зміну у сприйнятті війни та окупації більшістю людей, тим самим створивши «суб'єктивно-психологічне» підґрунтя для легенди.

## Причини успіху операції

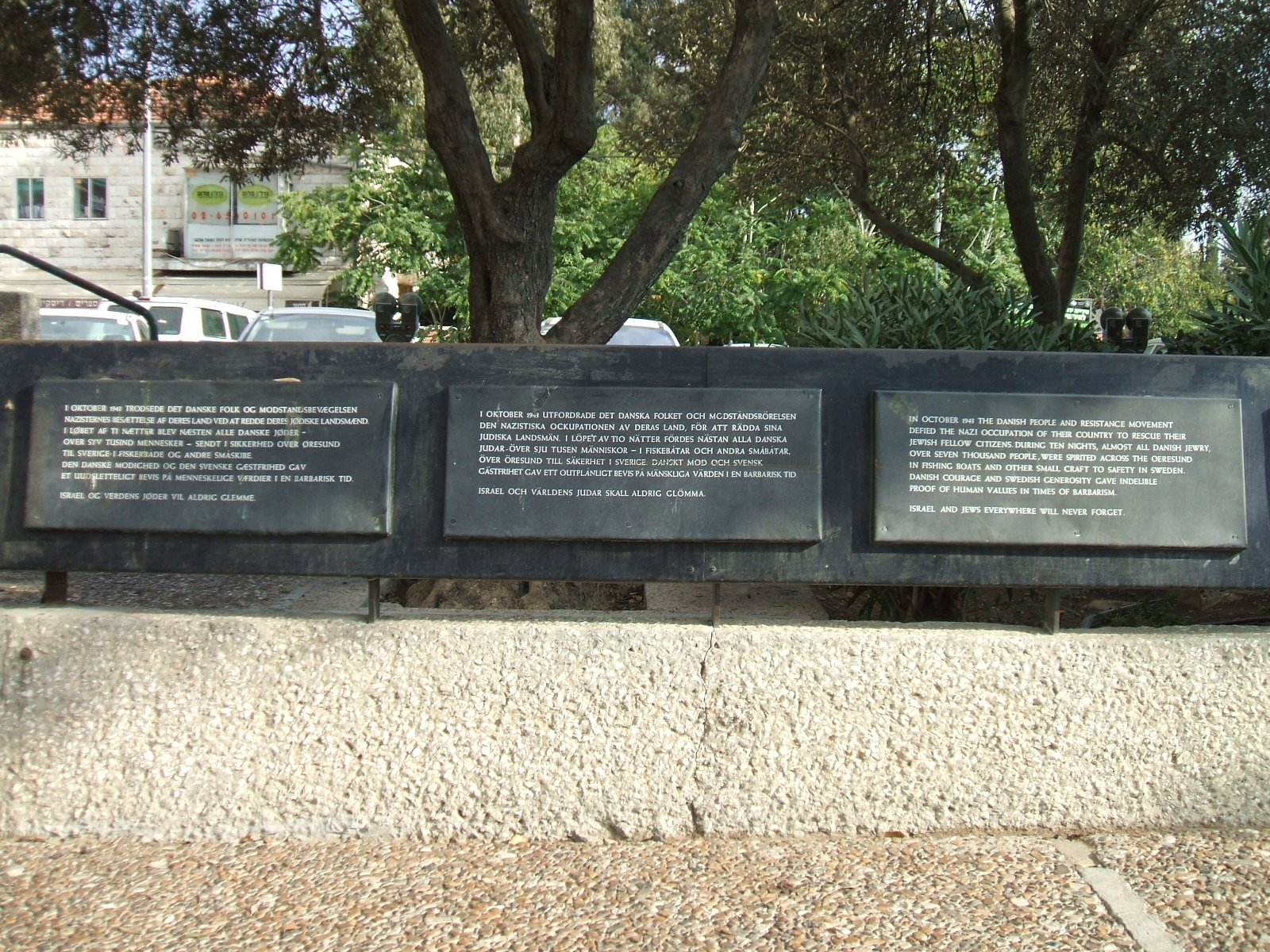
Меморіал на «Площі Данії», Єрусалим

Було висунуто різні пояснення успіху зусиль із захисту данського єврейського населення у світлі меншого успіху аналогічних операцій в інших частинах окупованої нацистами Європи: 
- Уповноважений Німецького Рейху в Данії Вернер Бест, незважаючи на те, що він ініціював облаву через телеграму, яку він надіслав Гітлеру 8 жовтня 1943 року, не вжив жодних заходів для її проведення. Він знав про зусилля Дуквіца скасувати облаву та знав про можливу втечу євреїв до Швеції, але закривав на це очі, як і вермахт (який охороняв данське узбережжя), щоб зберегти відносини Німеччини з Данією[24]. Згідно з розповіддю одного з втікачів, Бест сам попередив його про майбутню облаву[25].
- Логістика операції була порівняно простою. Єврейське населення Данії було невеликим, як у відносному, так і в абсолютному вираженні, і більшість євреїв Данії жили в Копенгагені або поблизу нього, на відстані короткої морської подорожі від нейтральної Швеції (зазвичай від 5 до 10 кілометрів). Незважаючи на небезпеку, подорож на човні було легше приховати, ніж аналогічну подорож наземним транспортом.
- З середини 19 століття в Данії розвинувся особливий тип романтичного націоналізму. Риси цього націоналізму включали наголошення на важливості «малості», згуртованих спільнот і традицій — цей націоналізм був значною мірою відповіддю на неспроможність Данії утвердитися як велика держава та її втрати у війні канонерських човнів і Другій Шлезвізькій війні. Деякі історики, зокрема Лені Яхіл («Порятунок данського єврейства: випробування демократії», 1969), вважають, що данська форма неагресивного націоналізму під впливом духовного лідера Н. Ф. С. Грундтвіга спонукала данців розуміти важке становище євреїв, хоча антисемітизм у невеликих масштабах був присутній у Данії задовго до німецького вторгнення[26].
- Єврейське населення Данії вже давно було повністю інтегроване в данське суспільство, а деякі члени невеликої єврейської громади досягли високого політичного рівня. Отже, більшість данців сприйняли дії нацистів проти данських євреїв як образу всіх данців і згуртувалися на захист громадян своєї країни.
- Депортація євреїв у Данії відбулася через рік після депортації євреїв у Норвегії. Це викликало обурення в усій Скандинавії, насторожило данських євреїв і підштовхнуло шведський уряд оголосити, що він прийме всіх євреїв, яким вдалося втекти від нацистів[27].

## Пам'ять

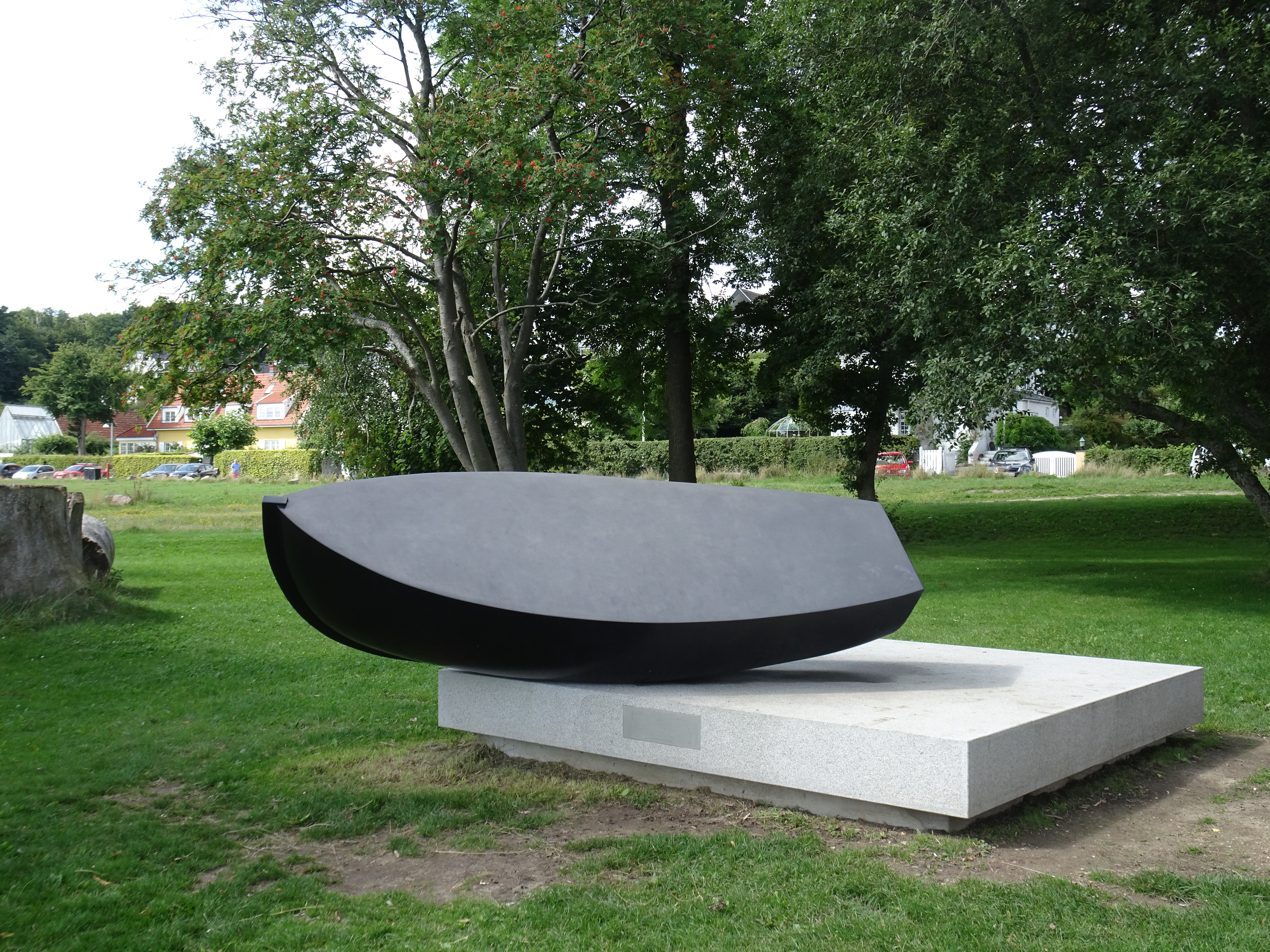
Скульптура «Жовтень 1943 року» в Хумлебеку

Письменник Ральф Оппенгейм, який вижив, написав про своє ув'язнення в Терезієнштадті у своєму щоденнику.
У 1971 році в Яд Вашем Дуквіц був удостоєний звання Праведника народів світу. На його честь була посаджена береза на Алеї Праведників народів світу в Яд Вашем.
В пам'ять про данський народ і данський рух опору в Єрусалимі встановлено скульптуру у вигляді корабля на честь цієї рятувальної операції. До цієї скульптури прикріплені таблички данською, шведською, івритом, арабською та англійською мовами, які пояснюють суть рятувальної операції.
У Копенгагені Данський єврейський музей вшановує пам'ять про ці події. Камені спотикання в Данії, встановлені художником Гюнтером Демнігом, вшановують пам'ять тих людей, яких не вдалося врятувати.
11 жовтня 1968 року, у 25-ту річницю націонал-соціалістичних переслідувань євреїв у Данії, площа Гротторвет у Копенгагені була перейменована на площу Ізраїлю.
З 2021 року в Хумлебеку стоїть скульптура «Жовтень 1943 року» художника Пера Арнольді, яка нагадує про втечу данських євреїв у 1943 році.

## Популярна культура
Фільми:
- «Єдиний шлях» 1970 фільм про втечу данських євреїв до Швеції під час Другої світової війни
- Фільм «Один день у жовтні» 1991 року про втечу данських євреїв до Швеції під час Другої світової війни
- «Диво опівночі» 1998 року Американський телефільм про втечу данських євреїв до Швеції під час Другої світової війни
- «Данське рішення: Порятунок євреїв у Данії» (The Danish Solution: The Rescue of the Jews in Denmark) (2003) документальний фільм про втечу данських євреїв до Швеції під час Другої світової війни
- «Через води», фільм 2016 року, заснований на реальній історії Нільса Бьорге Лунда Фердінандсена, який рятував данських євреїв під час Другої світової війни

Книги:
- Ніч варти (1967), Елліот Арнольд. Твір історичної фантастики про втечу данських євреїв до Швеції під час Другої світової війни
- «Понумеруй зірки» (1989), історична фантастика про втечу данських євреїв до Швеції під час Другої світової війни